# Cecilia Ljung
Ylva Cecilia Larsdotter Ljung, född 4 april 1961 i Uddevalla,  är en svensk skådespelare.

## Biografi
Cecilia Ljung växte upp i Finspång och upptäckte tidigt sitt teaterintresse. Hon flyttade till Stockholm, där hon började vid Teaterverkstan. Ljung fortsatte därefter sin utbildning 1982-1985 vid Scenskolan i Malmö.   Därefter har hon varit engagerad vid olika scener som Stockholms stadsteater, Riksteatern och Boulevardteatern i Stockholm samt spelat i flera TV-serier och långfilmer. 
I början av 1990-talet fick hon en liten roll av Lars Molin i hans TV-serie Tre kärlekar (1991). Detta ledde till att han sedan gav henne huvudrollen som Klara-Fina i hans tv-filmatisering av Kejsarn av Portugallien (1992).

## Filmografi (urval)
- 1991 – Tre kärlekar (TV-serie)
- 1992 – Kejsarn av Portugallien
- 1994 – Rederiet (TV-serie)
- 1994 – Zorn
- 1997 – Evil Ed
- 1997 – Pelle Svanslös (TV-serie)
- 1998 – Glöm inte mamma! (TV-serie)
- 1998 – Sista kontraktet
- 1999 – Reuter & Skoog (TV-serie)
- 1999 – Vuxna människor
- 2000 – Pelle Svanslös och den stora skattjakten
- 2001 – En ängels tålamod
- 2001 – En sång för Martin
- 2001 – Beck – Hämndens pris
- 2001 – Återkomsten (TV-serie)
- 2002 – Asterix & Obelix: Uppdrag Kleopatra (röst)
- 2002 – Hem till Midgård (TV-serie)
- 2004 – Lilla Jönssonligan på kollo
- 2004 – Hip Hip Hora
- 2007 – Ett öga rött
- 2008 – Höök (TV-serie)
- 2010 – Fired
- 2011 – The Stig-Helmer Story
- 2013 – Monica Z
- 2014 – Micke & Veronica
- 2018 – Sommaren med släkten (TV-serie)
- 2018 – Ingen utan skuld (TV-serie)
- 2022 – Heder (TV-serie)
- 2022 – Gåsmamman (TV-serie)
- 2022 – Beck – Dödsfällan

## Teater

### Roller (ej komplett)
| År   | Roll                  | Produktion                                                            | Regi                | Teater                 |
| ---- | --------------------- | --------------------------------------------------------------------- | ------------------- | ---------------------- |
| 1985 |                       | Berättarverkstan William Shakespeare                                  | Ronny Danielsson    | Malmö stadsteater      |
| 1986 |                       | Kung Lear (King Lear) William Shakespeare                             | Claes Lundberg      | Malmö stadsteater      |
| 1986 |                       | En midsommarnattsdröm (A Midsummer Night's Dream) William Shakespeare | Marianne Rolf       | Malmö stadsteater      |
| 1989 | Den blinda Fotomodell | Besökare (Besucher) Botho Strauss                                     | Jan Maagaard        | Stockholms stadsteater |
| 1990 | Anna Damby            | Kean Alexandre Dumas den äldre                                        | Jan Maagaard        | Stockholms stadsteater |
| 1991 | Hildur Jenny          | Minns du den stad Per Anders Fogelström                               | Johan Bergenstråhle | Stockholms stadsteater |
| 1996 | Cathos                | De löjliga preciöserna (Les Précieuses Ridicules) Molière             | Thommy Berggren     | Dramaten               |
| 1996 | Madeleine von Ripa    | Fint folk Kent Andersson                                              | Thommy Berggren     | Dramaten               |
| 1997 |                       | Jag älskar dig, markatta (Private Lives) Noël Coward                  | Giles Havergal      | Vasateatern            |
| 1998 | Stella Kowalski       | Linje lusta (A Streetcar Named Desire) Tennessee Williams             | Rickard Günther     | Stockholms stadsteater |